# 彼得大帝
彼得一世（俄语： Пётр Первый；1672年6月9日［儒略曆5月30日］—1725年2月8日［儒略曆1月28日］），全名彼得·阿列克謝耶維奇·羅曼諾夫（俄語：Пётр Алексе́евич Романов），為俄羅斯帝國罗曼诺夫王朝沙皇（1682年—1725年）及皇帝（1721年—1725年）。在位期间力行歐式改革，使俄罗斯近代化，定都聖彼得堡。人稱「彼得大帝」（俄語：Пётр Вели́кий）；至聖主教公會和樞密院在1721年授予其「祖國之父」（Отец Отечество）稱號，是以其於1708年11月發佈詔書用отечество指代祖國、要求「臣民以祖國為重」，以針對北方戰爭時對抗沙皇的烏克蘭裔马泽帕及馬所動員協同瑞典人的烏克蘭兵團。

## 簡介
彼得一世，乃沙皇阿列克谢·米哈伊洛维奇·罗曼诺夫和第二任妻子納塔利婭·基里洛芙娜·納雷什金娜的長子，是沙皇第14個孩子，第6個兒子，然而出生時沙皇存活的兒子只有第一任妻子瑪麗亞·米洛斯拉夫斯卡婭所生的費奧多爾及伊凡。
1676年，沙皇阿列克謝逝世，異母兄費奧多爾即位，是為费奥多尔三世。六年後的1682年4月27日费奥多尔三世逝世，身後無嗣。異母兄伊凡雖然有更優先的繼承權，也受到其外戚米洛斯拉夫斯基家族及姊姊索菲婭的支持，然而伊凡體弱且有精神問題，故此波雅爾杜馬乃選舉時年十歲的彼得大帝為沙皇，外戚納雷什金家族的成員受到拔擢。不到1個月，米洛斯拉夫斯基家煽動射手衛隊暴動，射手衛隊闖入克林姆林宮，彼得的兩個舅舅基里爾和伊凡·納雷什金當著他的面被暴動士兵殺死。
此次暴亂后，伊凡和彼得成爲共治沙皇並以伊凡為長，即伊凡五世與彼得一世，由彼得25歲的異母姊索菲婭擔任攝政，實際上手掌大權。在朝會時，彼得一世和伊凡五世共同坐在王座前部，由彼得一世與臣民談話；索菲婭則隱于王座背後的座位。王座在彼得一世一側的後面有個開口，透過這個開口，索菲婭會指導彼得一世如何應對朝政。

## 亲政之路
1689年，因爲戰事失利，彼得一世開始圖謀推翻索菲婭的統治。索菲婭乃再次鼓動射手衛隊抗命，但彼得大帝在半夜逃往谢尔盖圣三一修道院，並在他處召集支持者。索菲婭最終被推翻並軟禁於一所修道院中。
1694年，彼得大帝的母親納塔利婭·納雷什金娜病死，他才真正掌握了實權。1695年，彼得大帝爲了謀求在黑海的出海口而向克里米亞汗國開戰。

## 天命攸归
1696年，共治沙皇伊凡五世病死，彼得一世最終成爲唯一的沙皇。
1697年，爲了對抗克里米亞汗國的宗主國鄂圖曼帝國，他隱姓埋名遊歷西歐各地，並同時派出一個龐大的代表團，尋求西方各國的支持，史稱大出使。但其時歐洲各大國的注意力正全集中在西班牙王位繼承的爭執中，而奧地利則爲了維持自己的戰爭而不願意破壞與鄂圖曼的和平。雖然沒能結成反鄂圖曼同盟，但他在荷蘭卻花費大量時間學習造船，並目睹了歐洲各國文藝復興的盛況，由此定下了日後俄羅斯改革的基石。
1698年夏天，因國内禁衛軍謀叛，企圖擁立他的異母姐姐索菲亞·阿列克謝耶夫娜·羅曼諾娃為沙皇，彼得一世中斷遊歷匆匆回國，不過叛亂在他返抵之前已經被平息了，而索菲亞·阿列克謝耶夫娜·羅曼諾娃被迫到修道院出家。彼得一世嚴厲處罰了參加禁軍叛亂的人，謀叛者被處絞，屍首示眾，禁軍本身則被解散。同年，彼得一世迫使皇后叶夫多基娅·洛普希娜出家。

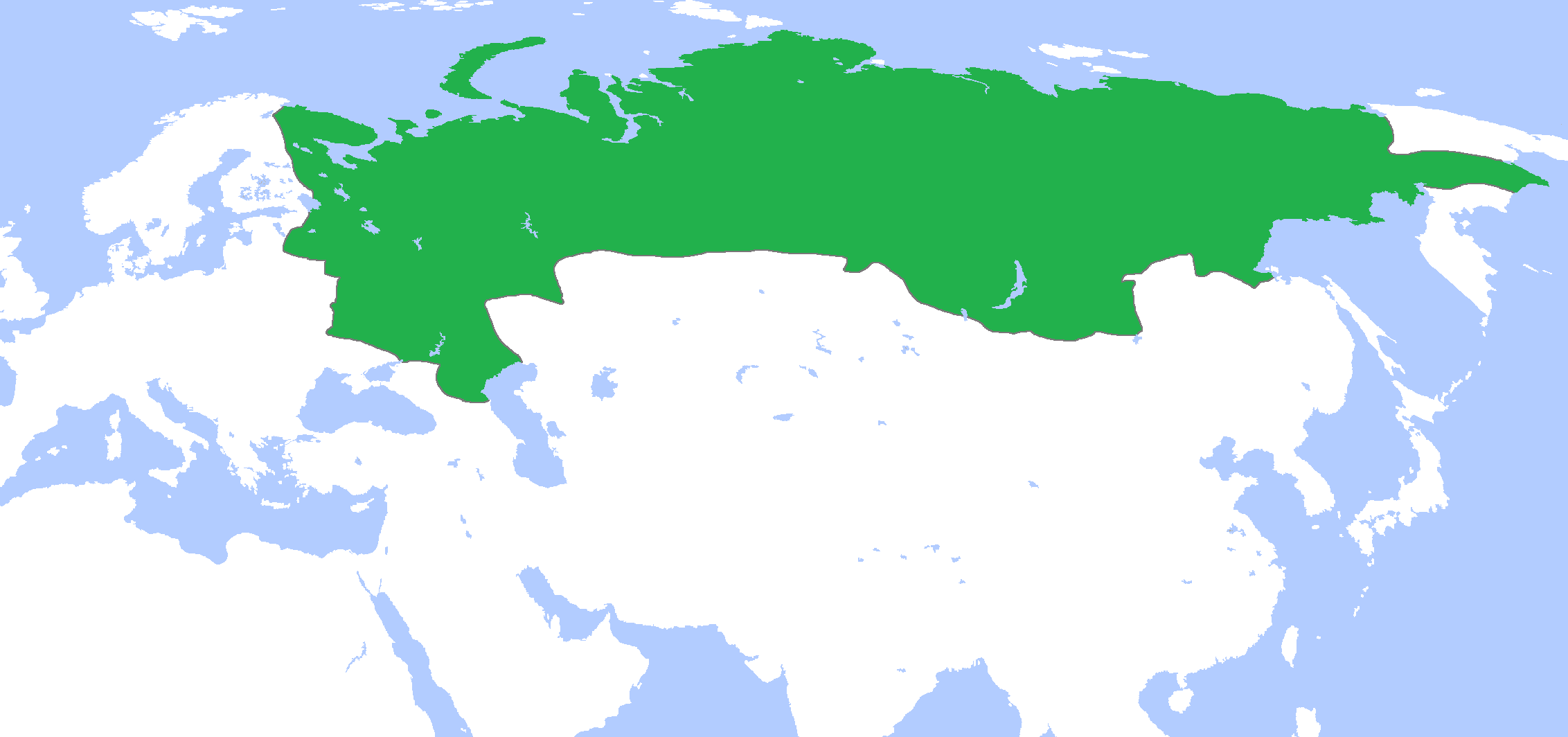
彼得一世即位时的俄罗斯沙皇国，约1700年

彼得一世實行富國強兵的政策。他最重要的動作是改革軍制（俄羅斯以前使用的是蒙古金帳汗國軍制），建立正规的陆海军。首先徵召年滿十五歲的青年組成名為“達特勤”的志願軍。先受訓，後終身服役。直至1874年才改變。另一方面則不斷地製造與購買武器。彼得一世积极興辦工廠，发展贸易，在財政和行政改革中一面立足於農奴制，允許企業主買進整村的農奴到工廠做工，一面儘量發展經濟，振興教育，刷新文化。
1708年，實施地方機構改革，在全國各地設置轄省。
1711年，設立元老院，改革貨幣制度。建聖彼得堡，並於1712年遷都至此。

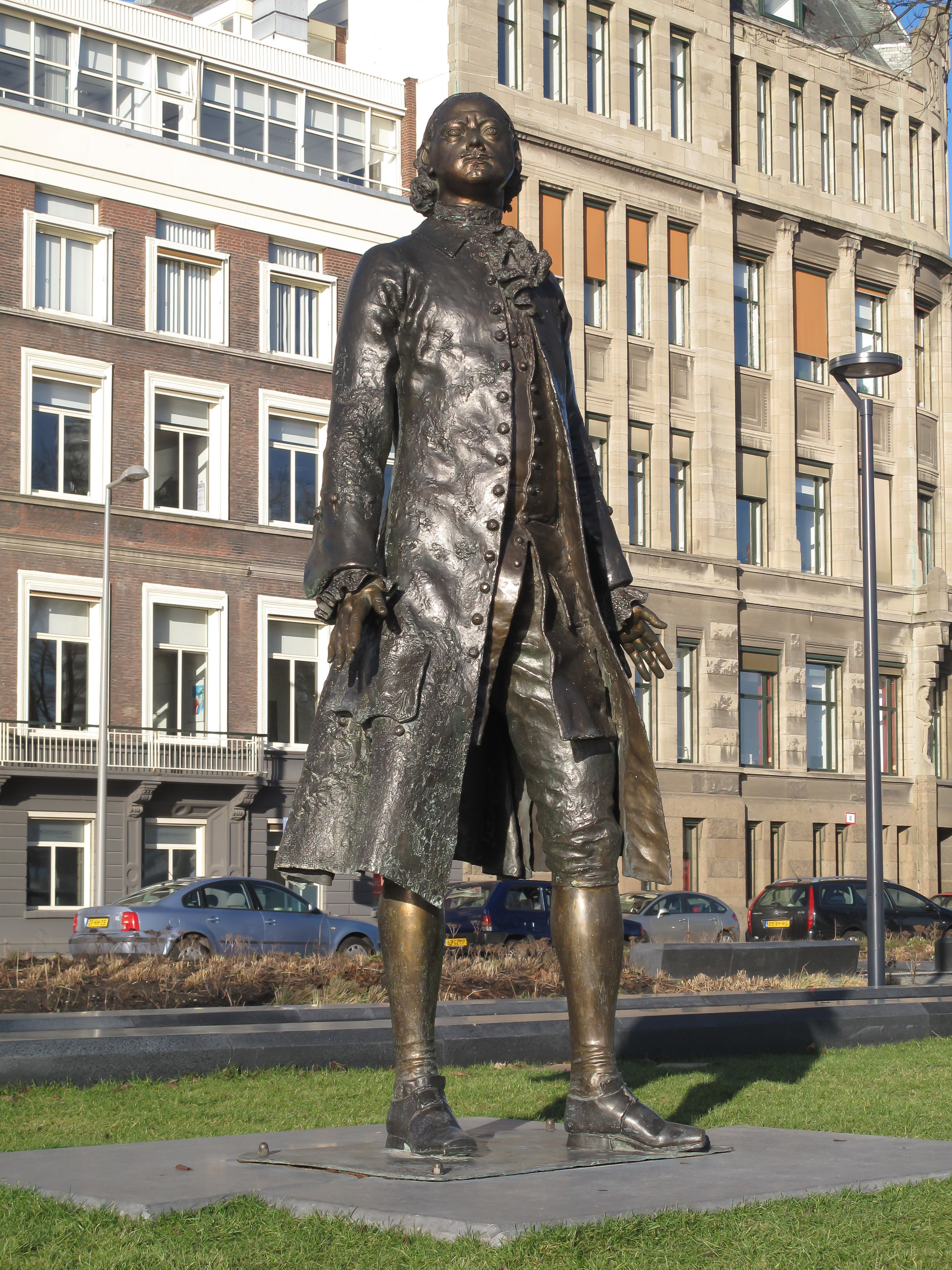
鹿特丹的彼得大帝像

1718年，設立參議會。同年，卷入阴谋的皇储阿列克謝·彼得羅維奇死于狱中，之前并未真正出家的废后叶夫多基娅·洛普希娜被真正关进修道院。
1721年取消莫斯科牧首一職，代之以神聖宗教會議。
經過彼得大帝改革，到1721年於大北方戰爭後與瑞典和談時，俄羅斯已經成為面貌一新的歐洲強國。彼得一世亦於此戰後（11月2日）正式稱帝，建立俄羅斯帝國。
對外方面，1700年－1721年發動大北方戰爭，戰勝瑞典，取得波羅的海出海口，1722年－1723年對波斯戰爭後，取得里海沿岸一帶。并兩次對土耳其戰爭，但未占領黑海港口。為了推行擴張政策，彼得一世不斷增税募兵，導致國内矛盾尖銳化，激起阿斯特拉罕起義、巴什基里亞人起義和布拉文起義。
首任妻子叶夫多基娅·洛普希娜，育有一子阿列克謝·彼得羅維奇，續妻叶卡捷琳娜一世，育有十二個子女，除安娜·彼得羅芙娜(嫁給德國霍尔斯坦-戈托普公爵卡尔·弗里德里希，彼得三世之母親)和伊莉莎白兩人之外均未活到成年。

## 其他
- 彼得大帝喜歡親率部隊作戰，第一場戰役獲勝時，他曾親率部隊接受凱旋，像個士官長。他经常以自己的最高军衔——海军中将而非沙皇自居。
- 為拓展海權，迎戰強敵瑞典，親自監工設計今天的聖彼得堡。
- 彼得大帝曾喬裝成普通人到荷蘭學習造船的技巧。
- 彼得大帝也有著不為人知的殘酷與不講情份。他原本很期待自己的大兒子阿列克謝·彼得羅維奇繼承皇位，跟他一樣是一個驍勇善戰的君主，但阿列克謝·彼得羅維奇卻只想當個平凡人，後在奧地利帝國留學時，想要逃離俄國勢力，被半強迫引渡回國，彼得大帝為了孤立兒子，用各種酷刑處死了許多兒子的友人，也作為對兒子的警惕。但阿列克謝·彼得羅維奇卻在公開場合發表他將實現不利俄國統治的舉措之談話。這令彼得大帝覺得危險而想處罰他，但他曾答應兒子若其返國就讓他過平凡安穩的生活，他感到窒礙難行而把兒子交付由主教、議會、官員及其他要員組成的會議審判，他們卻推託說此乃沙皇的家務事。彼得大帝又將其交給由126位法政要員組成的法庭，他們宣布阿列克謝·彼得羅維奇有陰謀叛亂之罪並判處他死刑，但對其的酷刑訊問仍在繼續，他只好絕望的供出任何可能的勾結。1718年6月26日，也就是宣判的兩天後，虛弱體病的阿列克謝·彼得羅維奇終於捱不住連日的鞭刑，去世於聖彼得堡的彼得保羅要塞，享年二十八歲。

## 改革

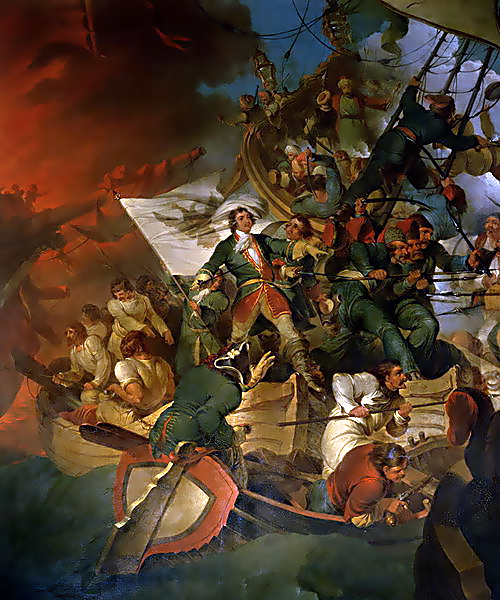
1696年的画作《征服亚速》

在大北方戰爭期間（1700年－1721年），也就是彼得大帝在位數年後，俄羅斯開始尋求同盟以對抗瑞典，來爭奪波羅的海的控制權，這場戰爭的意義在於如果控制該地區，中歐以及東歐也就是囊中之物，這場戰爭也是損失最慘重的戰爭之一，消耗了具有象徵性的財經資源，也是彼得大帝繼承父祖輩行政系統後必須開始集中控制資源，在彼得大帝率領國情訪問團（Великое посольство）考察諸國政情時，他也順便和歐洲強權進行外交談判，以結合反瑞典以及鄂圖曼帝國的勢力，他周遊西歐各國以求未來一步步的帶領俄羅斯進入工業經濟的體系，儘管俄羅斯擁有相當龐大的國土以及資源，但是大部分的工廠都有效率低落的弊病，以致於經濟發展嚴重受阻，彼得大帝堅信他這些宏觀的改革不只是在增加本身的權力，而是會增進政府的效能並加惠於民。
彼得大帝改革其他的目標包含了減弱貴族的影響力，也就是削弱本土貴族的影響力，他們講究大斯拉夫主義，和彼得大帝推行的西化運動大相逕庭，早在雷帝伊凡在位的時候他們就被削減很多權力，也就是他們力量的核心貴族杜馬（Boyar Duma），貴族杜馬轉為沙皇的諮詢機構，仍然保有相當的政治實力，然而彼得大帝認為這樣還是不夠，貴族依舊是西化以及改革的障礙，於是下令貴族必須納稅以及勞役，而這些稅款包含了鬍子稅。
就像現代俄羅斯大部分的立法系統，彼得大帝改革時編輯一系列的皇家命令以解釋法令（俄语：указ；字面上的意思是「強制」），這套制度總共存在於1700年到1721年。
在彼得大帝統治期間俄羅斯的行政體系相較於西歐國家顯得落後許多，俄羅斯長期以來採行小組行政（uyezd），大都由城市或居住的週遭地區組成，這套系統顯的資源無法均勻分配，而且笨拙的難以管理，1708年彼得取消這個陳舊的制度，轉而建立轄省制度（guberniyas），而省分如下：莫斯科轄省、聖彼得堡轄省、基輔轄省、斯摩棱斯克轄省、伊爾庫茨克轄省、喀山轄省、亞述轄省、西伯利亞轄省，1713年諭令成立米斯巴赫（Landrats），該詞從德語演變而來意指國會，而每個轄省都有設立，各省總督一共有八到十二名不等的專業工務員協助施政。
1719年執行管理委員會（Collegia）成立，彼得大帝再一次的重新劃分行政區劃，新的俄羅斯轄省制度仿效瑞典，其中較大或著是政治地位較為重要的地區得到較多的自治權，而廣闊的農村地區由國家直轄。

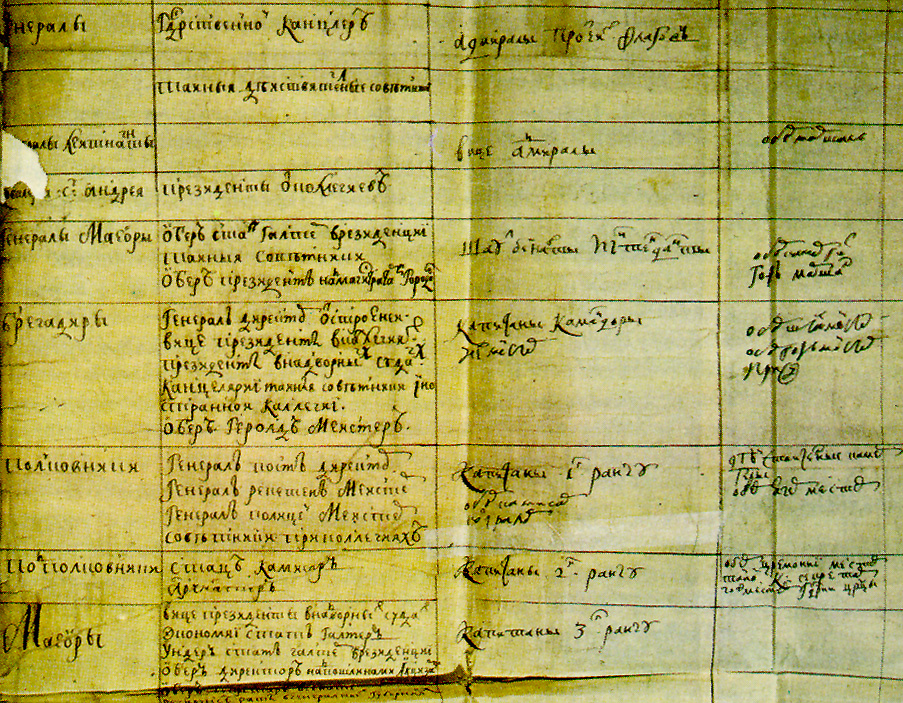
職級表

忠誠被受質疑的精英以及反對改革的貴族在1722年的聲浪達到顛峰，也就是職級表實行的該年，一份正式的階級清單被用到俄羅斯的軍事、政府以及皇家法院，職級表混合許多頭銜與尊稱的系統而建立，每個階級都下分很多等級（I到XIV），以表示對沙皇的忠誠度的特殊等級，職級表主要用在軍隊組織，這也象徵了彼得統治時期的現代化與革新。
職級表的建立可以說是彼得改革相當大膽的措施，這直接打擊了貴族的權力，並且象徵了俄羅斯社會的改變，從前比較高的等級是世襲傳承，但職級表建立之後哪怕是個平常老百姓，也會因為辛勤的工作或高超的技藝而進入技術官僚的體系，新一代的技術官僚迅速的取代舊貴族的階級，並在俄羅斯取得人民的支持，這一套制度一路沿用到1917年俄國革命的時候。
為了應付大北方戰爭而需要前所未見的經濟資源，如此巨大的財政赤字以及老舊的基礎建設，意味著國家無法在戰時緊迫的情況下籌出那麼多軍費，彼得大帝的政府被經費的問題喘不過氣，只好由國家壟斷部分具有戰略意義的產業，例如：鹽、酒、橡木以及焦油，彼得大帝也開始從俄羅斯的文化習俗來徵稅，例如：沐浴、垂釣、養蜂以及蓄鬍，並向紙製品課徵印花稅，然而在課徵每個新稅的時候都會出現漏洞可以鑽營，可見這些方式是不夠的。
解決的方法是新增一個廣義的人頭稅，這個稅目被用來取代向有耕地的家庭徵收家庭稅，從前幾個農戶被併成一個家庭徵收家庭稅，然而現在每個農民被徵收74戈比（貨幣單位）的稅金，而且必須以現金給付，但這比取代前的稅制更顯得沉重，使得1680年到1724年之間國庫的款項是以往的六倍之多，但“决不能由此得出结论：1724年压在农民肩上的税捐负担比1680年的要重三倍”。彼得大帝在貿易方面採行保護主義，設置沉重的進口貿易關稅，讓俄羅斯的產品在有利的狀況下銷售。
彼得大帝的統治也使農奴喪失擁有土地所有權的意志，他堅定的推行階級分化的措施且堅信：「把農奴綁在這塊（土地）單位上，就好比市民從事貿易或手工業一般，農民是必須束縛於這塊土地之上。」彼得大帝賦予地主相當廣泛的新權利，包含農奴未經主允許不得擅自離開農地，另外彼得大帝向工人階級徵收相當多的稅目，使如此沉重的經濟負擔反而轉移到工人階級之上。
彼得大帝也有少數的改革措施受到啟蒙運動的影響，例如他建立了農奴階級（serfs），也就是國家農民（state peasants），比起其他國家的農奴，他們可以向國家納稅以擁有較多的權利，並且在大城市設立國家批准的手工業商店，這個靈感來自於當時的海權強國－荷蘭，這些商店替軍隊提供工業製品，甚至在後世考據到當時的文獻，彼得大帝的顧問團曾建議他廢除農奴，賦予農民有限自由的權利，惟真正解放農奴的時候是在兩個世紀後的俄國革命，然而從後人的眼光看來彼得大帝把農奴和奴隸之間的差別拉開，效果是沒有甚麼太大的區別，畢竟農奴在沒地主的同意下是沒有自由的。
1711年2月22日頒布政令成立國家新的單位元老院，所有的成員都是沙皇彼得一世所任命，這十位成員大都是一開始就與他一起結盟的同路人，元老的進退都必須要皇帝的命令才能生效，元老院無法以任何方式中止運作，是個和帝祚相陪而不間斷運作的國家單位，當然在俄國革命後也隨著帝國一同赴滅。
1717年12月12日俄羅斯彼得一世建立了九個執行管理委員會（collegia），也就是俄羅斯的部會，用以取代過去行政處（Prikaz）的制度，每個委員會都設有政府首長一位，但是有時候副首長會有空缺的狀況。
彼得大帝改革是在他繼任沙皇的前幾年，在莫斯科大公国時期的國家功能被侷限在軍事防禦、徵稅以及執法，相較於彼得大帝在位的時候立法的項目幾乎無所不管了，他的影響層面幾乎包含了生活的各個層面，改革的成功使俄羅斯取得大北方戰爭的勝利，收入以及生產力的提升提升了俄羅斯整個國家的戰爭機器，然而彼得大帝更重要的影響是建立了一個「秩序良好的警察國家」，進一步的合法化和加強俄羅斯的專制統治，這一次的嘗試是影響了之後蘇聯以及俄羅斯聯邦的公共制度，例如莫斯科國立大學，他們統治的啟發乃是源自於彼得的統治。

## 子女

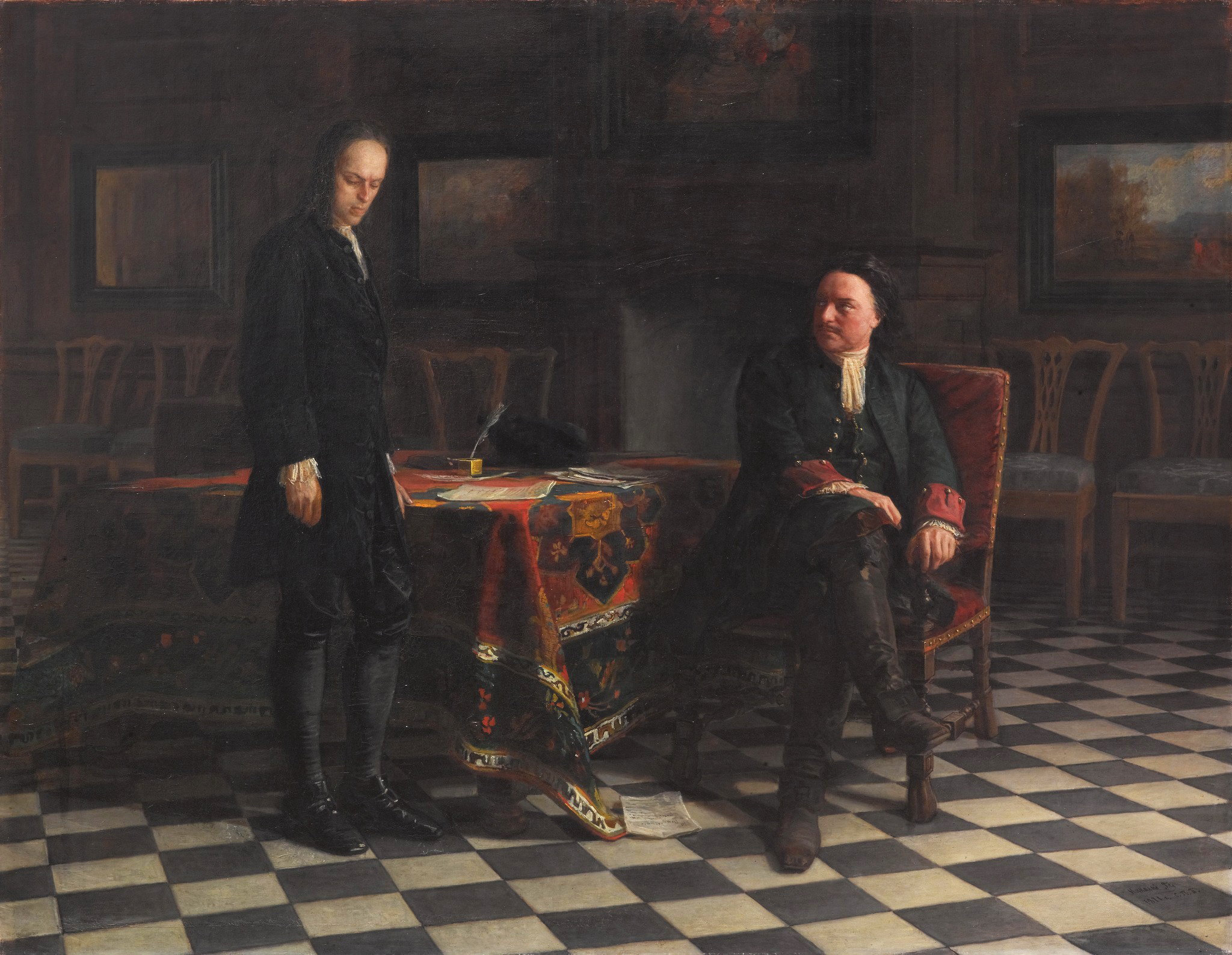
《彼得大帝审问阿列克谢·彼得罗维奇皇储》，尼科拉斯·葛，1871年

- 叶夫多基娅·洛普希娜（1669年7月30日－1731年8月27日）
  - 长子阿列克謝·彼得羅維奇（1690年2月18日－1718年6月26日），1711年娶不倫瑞克-沃爾芬比特爾的夏洛特·克里斯汀（英语：Charlotte Christine of Brunswick-Lüneburg），生俄羅斯大公夫人娜塔莉亞·阿列克謝耶夫娜（英语：Grand Duchess Natalya Alexeyevna of Russia (1714–1728)）和彼得二世(1727－1730年在位)。
  - 次子亞歷山大·彼得羅維奇（英语：Grand Duke Alexander Petrovich of Russia）（早殤，1691年10月13日－1692年5月14日）
  - 三子帕維爾·彼得羅維奇（早殤，1693年）
- 叶卡捷琳娜一世（1684年4月15日－1727年5月17日）
  - 四子帕維爾·彼得羅維奇（早殤，1704年－1707年），在父母正式结婚之前夭折。
  - 五子彼得·彼得羅維奇（早殤，1705年－1707年），在父母正式结婚之前夭折。
  - 长女凱薩琳·彼得羅夫娜（早殤，1707年2月7日－1708年），在父母正式结婚之前夭折。
  - 次女安娜·彼得羅芙娜（1708年1月27日－1728年5月15日），1725年嫁卡爾·弗里德里希，育有彼得三世(1762年在位)。妻子叶卡捷琳娜二世為俄羅斯帝國女皇（1762年—1796年在位）
  - 三女伊莉莎白 ·彼得罗芙娜（1709年12月29日—1762年1月5日），1742年和阿列克謝·拉祖莫夫斯基结婚，無子女，俄羅斯帝國女皇（1741年—1762年在位）
  - 四女瑪麗亞·彼得羅夫娜（早殤，1713年3月20日－1715年5月27日）
  - 五女瑪格麗塔·彼得羅夫娜（俄语：Дети Петра I#Маргарита）（早殤，1714年9月19日－1715年6月7日）
  - 六子彼得·彼得羅維奇（早殤，1715年11月15日－1719年4月19日）
  - 七子帕維爾·彼得羅維奇（早殤，1717年1月13日－1717年1月14日）
  - 六女納塔利婭·彼得羅夫娜（英语：Grand Duchess Natalia Petrovna of Russia (1718-1725)）（早殤，1718年8月31日－1725年3月15日）
  - 未命名之女（早殤，1720年）
  - 八子彼得·彼得羅維奇（早殤，1723年10月7日）

## 紀念
蘇聯海軍在建造新型巡洋艦基洛夫級巡洋艦時將四號艦取名為彼得大帝號，而它也是全四艘基洛夫級巡洋艦中裝備最新穎、雷達最先進與火力最兇猛的一艘，而且直到蘇聯解體後，俄羅斯海軍都還在持續使用。

## 註解
1. ↑  林精華. 俄國東正教與俄羅斯民族主義的形成和發展[J]. 道風: 基督教文化評論, 2011 (35): 79-102.的存檔，存档日期2022-11-21.
2. ↑  Vernadsky, pg. 230
3. ↑  Vernadsky, pg. 231
4. ↑   Raeff, Reformer or Revolutionary? pg. 36
5. ↑  Riasonovsky, pg. 231
6. ↑  《彼得大帝》.尼·伊·帕甫连科（著）斯庸（译）。国际文化出版公司.P310
7. ↑  Sumner, The Emergence of Russia pg. 158
8. ↑  Raeff, Peter the Great Changes Russia pg. 68
9. ↑  Raeff, Peter the Great Changes Russia pg. 50
10. ↑  Cracraft, pg. 64